# Someone Else Calling You Baby
Someone Else Calling You Baby è il terzo ed ultimo singolo estratto dal secondo album in studio I'll Stay Me del cantante country statunitense Luke Bryan. Il singolo è stato pubblicato il 25 gennaio 2010 per il mercato americano.

## Classifiche
| Classifica (2009) | Posizione massima |
| ----------------- | ----------------- |
| Billboard Hot 100 | 56                |
| Hot Country Songs | 1                 |
| Canada            | 84                |

### Classifiche di fine anno
| Classifica (2010) | Posizione massima |
| ----------------- | ----------------- |
| Hot Country Songs | 33                |